# Zirkow
Zirkow – miejscowość i gmina w Niemczech, w kraju związkowym Meklemburgia-Pomorze Przednie, w powiecie Vorpommern-Rügen, wchodząca w skład związku gmin Mönchgut-Granitz.

## Toponimia
Nazwa pochodzenia słowiańskiego, połabskie *Sirakov (por. pol. Sierakowo) pochodzi od imienia *Sirak.

## Współpraca
Miejscowość partnerska:
- Brakel, Nadrenia Północna-Westfalia